# Alexis Davis
Pour les articles homonymes, voir Davis.
Alexis Davis, née le 4 octobre 1984 est une pratiquante de MMA canadienne évoluant au sein de l'organisation UFC dans la catégorie des poids coqs.
Elle est ceinture noire de Ju-jitsu et de Jiu-jitsu brésilien.

## Distinctions
- Raging Wolf
  - Championne Raging Wolf des poids mouches (Le 10 octobre 2009 face à Molly Helsel, deux défenses face à Tonya Evinger).
- Invicta FC
  - Combat de la soirée (5 janvier 2013 face à Shayna Baszler).
  - Soumission de la soirée (28 juillet 2012 face à Hitomi Akano).
- Ultimate Fighting Championship
  - Première canadienne à concourir en UFC.

## Palmarès en MMA
| 25 combats     | 18 victoires | 7 défaites |
| Par KO         | 2            | 3          |
| Par soumission | 8            | 1          |
| Sur décision   | 8            | 3          |

| Résultat | Record | Adversaire          | Méthode                             | Événement                                | Date              | Round | Temps | Lieu                                  | Notes                                                    |
| -------- | ------ | ------------------- | ----------------------------------- | ---------------------------------------- | ----------------- | ----- | ----- | ------------------------------------- | -------------------------------------------------------- |
| Victoire | 18-7   | Cindy Dandois       | Décision unanime                    | UFC Fight Night: Swanson vs. Lobov       | 22 avril 2017     | 3     | 5:00  | Nashville, Tennessee, États-Unis      |                                                          |
| Défaite  | 17-7   | Sara McMann         | Soumission (étranglement bras-tête) | The Ultimate Fighter 24 Finale           | 3 décembre 2016   | 2     | 2:52  | Las Vegas, Nevada, États-Unis         |                                                          |
| Victoire | 17-6   | Sarah Kaufman       | Soumission (clé de bras)            | UFC 186: Johnson vs. Horiguchi           | 25 avril 2015     | 2     | 1:52  | Montréal, Québec, Canada              |                                                          |
| Défaite  | 16-6   | Ronda Rousey        | KO (coups de poing)                 | UFC 175: Weidman vs. Machida             | 5 juillet 2014    | 1     | 0:16  | Las Vegas, Nevada, États-Unis         | Pour le titre des poids coqs de l'UFC.                   |
| Victoire | 16-5   | Jessica Eye         | Décision (partagée)                 | UFC 170: Rousey vs. McMann               | 22 février 2014   | 3     | 5:00  | Las Vegas, Nevada, États-Unis         |                                                          |
| Victoire | 15-5   | Liz Carmouche       | Décision unanime                    | UFC Fight Night - Fight for the Troops 3 | 6 novembre 2013   | 3     | 5:00  | Fort Campbell, Kentucky, États-Unis   |                                                          |
| Victoire | 14-5   | Rosi Sexton         | Décision unanime                    | UFC 161: Evans vs. Henderson             | 15 juin 2013      | 3     | 5:00  | Winnipeg, Manitoba, Canada            |                                                          |
| Victoire | 13-5   | Shayna Baszler      | Soumission (étranglement arrière)   | Invicta FC 4: Esparza vs. Hyatt          | 5 janvier 2013    | 3     | 0:58  | Kansas City, Kansas, États-Unis       | Combat de la soirée                                      |
| Victoire | 12-5   | Hitomi Akano        | Soumission (étranglement arrière)   | Invicta FC 2: Baszler vs. McMann         | 28 juillet 2012   | 2     | 3:41  | Kansas City, Kansas, États-Unis       | Soumission de la soirée                                  |
| Défaite  | 11-5   | Sarah Kaufman       | Décision majoritaire                | Strikeforce: Tate vs. Rousey             | 3 mars 2012       | 3     | 5:00  | Columbus, Ohio, États-Unis            |                                                          |
| Victoire | 11-4   | Amanda Nunes        | TKO (coups de poing)                | Strikeforce: Barnett vs. Kharitonov      | 10 septembre 2011 | 2     | 4:53  | Cincinnati, Ohio, États-Unis          |                                                          |
| Victoire | 10-4   | Julie Kedzie        | Décision (unanime)                  | Strikeforce: Fedor vs. Henderson         | 30 juillet 2011   | 3     | 5:00  | Hoffman Estates, Illinois, États-Unis |                                                          |
| Victoire | 9-4    | Tonya Evinger       | Soumission (étranglement arrière)   | RW 10: Mayhem In The Mist 5              | 6 novembre 2010   | 1     | 1:25  | Niagara Falls, New York, États-Unis   | Défend le titre des poids mouches du Raging Wolf.        |
| Défaite  | 8-4    | Elaina Maxwell      | Décision unanime                    | RW 9: Mayhem In The Mist 4               | 28 août 2010      | 3     | 5:00  | Niagara Falls, New York, États-Unis   | Pas de défense de titre, Elaina Maxwell étant hors poids |
| Victoire | 8-3    | Tonya Evinger       | Soumission (étranglement arrière)   | RW 7: Mayhem In The Mist 3               | 8 mai 2010        | 3     | 1:47  | Niagara Falls, New York, États-Unis   | Défend le titre des poids mouches du Raging Wolf.        |
| Défaite  | 7-3    | Shayna Baszler      | Décision unanime                    | Freestyle Cage Fighting 40               | 27 mars 2010      | 3     | 5:00  | Shawnee, Oklahoma, États-Unis         |                                                          |
| Victoire | 7-2    | Molly Helsel        | Décision unanime                    | RW 5: Mayhem In The Mist                 | 10 octobre 2009   | 5     | 5:00  | Niagara Falls, New York, États-Unis   | Remporte le titre des poids mouches du Raging Wolf.      |
| Défaite  | 6-2    | Tara LaRosa         | TKO (arrêt du médecin)              | Extreme Challenge: The War At The Shore  | 23 janvier 2009   | 3     | 4:23  | Atlantic City, New Jersey, États-Unis |                                                          |
| Victoire | 6-1    | Margarita Kolmykova | Soumission (étranglement arrière)   | USFL: War In The Woods 5                 | 29 novembre 2008  | 1     | 1:02  | Ledyard, Connecticut, États-Unis      |                                                          |
| Victoire | 5-1    | Kate Roy            | Soumission (clé de bras)            | Ultimate Cage Wars 12                    | 27 juin 2008      | 1     | 3:09  | Winnipeg, Manitoba, Canada            |                                                          |
| Victoire | 4-1    | Lizbeth Carreiro    | Décision unanime                    | FFF 4: Call Of The Wild                  | 3 avril 2008      | 3     | 3:00  | Los Angeles, Californie, États-Unis   |                                                          |
| Victoire | 3-1    | Valérie Létourneau  | Décision partagée                   | TKO 31: Young Guns                       | 14 décembre 2007  | 3     | 5:00  | Montréal, Québec, Canada              |                                                          |
| Victoire | 2-1    | Tannaya Hantelman   | Soumission (clé de bras)            | ECC 6: Hometown Heroes                   | 20 octobre 2007   | 1     | 1:09  | Halifax, Nouvelle-Écosse, Canada      |                                                          |
| Victoire | 1-1    | Jody Wadsworth      | TKO (coups de poing)                | KO Boxing: Warzone                       | 6 mai 2007        | 1     | 3:17  | Edmonton, Alberta, Canada             |                                                          |
| Défaite  | 0-1    | Sarah Kaufman       | TKO (coups de poing)                | UCW 7: Anarchy                           | 7 avril 2007      | 3     | NC    | Winnipeg, Manitoba, Canada            |                                                          |